# Адамауа (держава)
9°09′ пн. ш. 10°00′ сх. д. / 9.15° пн. ш. 10° сх. д.
Адама́уа (Адамава, Фомбіна) — держава у верхів'ях річки Бенуе, на території сучасних Нігерії та Камеруну, у складі халіфату Сокото.
Адамауа утворилась на початку XIX століття в результаті повстання Османа дан Фодіо та завоювань місцевої феодальної верхівки фульбе. Спочатку держава називалась Фомбіна, а остаточну назву отримала за ім'ям свого засновника та першого правителя — Адами, сина одного з вождів фульбе. Адама приєднався до джихаду («священної війни»), що був оголошений Османом. Той надав Адамі титул ламідо фомбіна («правитель півдня»). Джихад, початий Адамою в 1806 році (за іншою версією, в 1809), тривав більш як 40 років.
До моменту утворення Адамауа процес формування феодальних відносин перебував тут на початковій стадії: найважливішими джерелами прибутків верхівки фульбе були кормління, данина, військова здобич, а також експлуатація невільників. Соціальне розчленування збігалося в більшій мірі з етнічними. На середину XIX століття невільники були значною групою залежного населення. Після смерті Адами в 1848 році влада та вплив ламідо (правителя) зменшувались через зростання могутності верхівки фульбе та династичних міжусобиць та знову посилились тільки за правління 4-го ламідо — Зубейру (1890—1901). Він чинив опір англійським і німецьким колонізаторам, які увійшли на територію Адамауа та захопили її в 1901—1903 роках. На початку 1903 року Зубейру загинув. Окраїнні землі захопила Франція. У 1907—1911 роках територія Адамауа була розділена між Великою Британією, Німеччиною та Францією та надалі входила до складу британської колонії та протекторату Нігерія (провінція Йола, з 1926 року — провінція Адамауа), Британського Камеруну (з 1922 року) та Французького Камеруну.